# Батізовце
Батізовце або Батизовце (словац. Batizovce) — село в Словаччині, Попрадському окрузі Пряшівського краю.
Вперше згадується у 1264 році.
В селі є романський римо-католицький костел з половини 13 століття та протестантський костел з 1791 року.

## Географія
Розташоване в північній Словаччині в західній частині Попрадської улоговини в долині Батизовського потока. Протікають Велицький потік ; Батізовський потік і Гаґанський потік .

## Населення
| Рік:            | 1994. | 2004.    | 2014. | 2024.    |
| --------------- | ----- | -------- | ----- | -------- |
| Кількість осіб: | 1846  | 2130     | 2343  | 2587     |
| Різниця:        |       | +15,38 % | +10 % | +10,41 % |

| Рік:            | 2023. | 2024.   |
| --------------- | ----- | ------- |
| Кількість осіб: | 2568  | 2587    |
| Різниця:        |       | +0,73 % |

В селі проживає 2256 осіб.
Національний склад населення (за даними останнього перепису населення — 2001 року):
- словаки — 91,72 %,
- цигани — 6,07 %,
- чехи — 0,54 %,
- угорці — 0,30 %,
- німці — 0,25 %,
- українці — 0,20 %,

Склад населення за приналежністю до релігії станом на 2001 рік:
- римо-католики — 56,90 %,
- протестанти — 28,45 %,
- греко-католики — 1,53 %,
- православні — 0,35 %,
- не вважають себе віруючими або не належать до жодної вищезгаданої церкви- 8,24 %